# 스코틀랜드의 국기

스코틀랜드의 국기 비율 2:3 또는 3:5

스코틀랜드의 왕실기

스코틀랜드의 국기는 성 안드레아 십자기라고도 부르며 파란색 바탕에 X자 모양의 하얀색 십자가 그려져 있다. 성 게오르기우스 십자기(잉글랜드), 성 파트리치오 십자기(아일랜드)와 함께 영국의 국기(유니언 잭)를 구성하는 국기 가운데 하나이기도 하다. 십자가의 너비는 국기의 1/5이며 가로세로 비율은 2:3 또는 3:5이다.
성 안드레아는 스코틀랜드의 수호성인인데 이는 스코틀랜드의 왕인 앵거스가 이끄는 스코틀랜드 군대가 잉글랜드 군대를 상대로 한 전투를 벌이고 있었을 때 하늘에서 X자 모양의 십자가에 못박혀 순교한 성 안드레아가 나타나 승리했다는 832년의 전설에서 유래되었다고 전해진다. 

## 같이 보기
- 영국의 국기
- 잉글랜드의 국기
- 웨일스의 국기
- 북아일랜드의 국기
- 영국의 기 목록